# Alexandria Bay
Alexandria Bay är ett municipalsamhälle (village) i Jefferson County i delstaten New York. Vid 2010 års folkräkning hade Alexandria Bay 1 078 invånare.